# Gynoplistia (Gynoplistia) metajucunda
Gynoplistia (Gynoplistia) metajucunda is een tweevleugelige uit de familie steltmuggen (Limoniidae). De soort komt voor in het Australaziatisch gebied.